# Louis Auslander
Louis Auslander (* 12. Juli 1928 in Brooklyn; † 25. Februar 1997) war ein US-amerikanischer Mathematiker, der sich mit Differentialgeometrie und Liegruppen beschäftigte.
Auslander wurde 1954 bei Shiing-Shen Chern an der University of Chicago promoviert. Er war an der Yale University, der Indiana University, der Purdue University, in Berkeley (Gastprofessor 1963/4) und an der Yeshiva University, bevor er 1965 an das CUNY Graduate Center der City University of New York ging, wo er seit 1971 Distinguished Professor of Mathematics and Computer Science war.
Auslander arbeitete sowohl in reiner wie in angewandter Mathematik, speziell in Differentialgeometrie, zum Beispiel über Finsler-Räume (das Thema seiner Dissertation bei Chern, Transactions AMS 1955) und Nilmannigfaltigkeiten (der Form G/H, mit G einer nilpotenten Lie-Gruppe und H einer Untergruppe), harmonische Analyse (auch endliche Fouriertransformationen), Lie-Gruppen und ihre (unitäre) Darstellungstheorie und damit verbunden spezielle Funktionen und Thetafunktionen, Alexander Kirillows Orbit-Methode (die er mit Bertram Kostant auf auflösbare Lie-Gruppen erweiterte). Als angewandter Mathematiker untersuchte er die diskrete Fouriertransformation bei Radar-Anwendungen und allgemein in der Signalverarbeitung. Er förderte bei der DARPA die Verwendung von Wavelets und der Fast Multipole Method zur Lösung der Helmholtz-Gleichung.
1971/2 war er Guggenheim Fellow. 1955/6, 1956/7 und 1971/2 war er am Institute for Advanced Study. Daneben war er Berater für das United States Naval Research Laboratory, IBM, Hughes Laboratories und AT&T. 1989/91 war er Leiter des Applied and Computational Mathematics Programs der DARPA.
Sein Bruder Maurice Auslander war ebenfalls Mathematiker.

## Schriften
- mit Robert MacKenzie: Introduction to differentiable Manifolds, McGraw Hill 1963
- Abelian Harmonic Analysis, Theta Functions and Function Algebras on a Nilmanifold, Springer, 1975, *"Lecture Notes on Nil-Theta Functions", CBMS lectures, American Mathematical Society, 1977
- Herausgeber: Signal processing theory, 2 Bände, Springer 1990
- mit Calvin Moore: Unitary representations of solvable Lie groups, AMS 1966
- mit L. Markus: Flat Lorentz 3-Manifolds, AMS 1957
- mit Tolimieri: "Is computing the finite Fourier transform pure or applied mathematics?", Bulletin AMS (New Series), Bd. 1, 1979, S. 847–897